# استاروتاتیشوو
استاروتاتیشوو (انگلیسی: Starotatyshevo) یک شهرک در شهرستان ایلیشفسکی استان باشقیرستان کشور روسیه است.